# Juan Gauto
Juan Gauto, né le 2 juin 2004 à Perito Moreno en Argentine, est un footballeur argentin qui évolue au poste d'ailier gauche au Deportivo La Corogne.

## Biographie

### En club
Né à Perito Moreno en Argentine, Juan Gauto est formé au CA Huracán. En 2020 il signe son premier contrat professionnel avec Huracán.
Gauto joue son premier match le 15 avril 2022, lors d'une rencontre de championnat face au CA Tigre. Il est titularisé et son équipe s'incline par deux buts à un,.
Gauto inscrit son premier but en professionnel le 18 février 2023, à l'occasion d'un match de championnat face au CA Barracas Central. Il marque après son entrée en jeu et participe ainsi à la victoire de son équipe (2-0 score final). Gauto est alors l'une des révélations du championnat argentin.
Le 28 août 2023, Juan Gauto rejoint la Suisse afin de s'engager en faveur du FC Bâle. Il signe un contrat courant jusqu'en juin 2028.
Le 30 août 2024, Juan Gauto prend la direction de l'Espagne pour rejoindre le Deportivo La Corogne sous la forme d'un prêt d'une saison avec option d'achat.

### En sélection
Juan Gauto représente l'équipe d'Argentine des moins de 20 ans. Il est retenu avec cette équipe par le sélectionneur Javier Mascherano afin de participer à la coupe du monde des moins de 20 ans en 2023. Lors de cette compétition organisée en Argentine il joue trois matchs dont deux comme titulaire. Son équipe est éliminée en huitièmes de finale par le Nigeria (0-2 score final).